# Afera Calciopoli
Afera Calciopoli – skandal piłkarski ujawniony w maju 2006, związany z ustawianiem meczów i dopingiem. Zamieszane w nie były włoskie kluby Juventus F.C., A.C. Milan, S.S. Lazio i ACF Fiorentina, a także Reggina Calcio.

## Geneza afery
Afera wyszła na jaw podczas dochodzenia w sprawie ustawiania meczów i stosowania dopingu. Śledczy dotarli do taśm z podsłuchu rozmów, jakie prowadził dyrektor generalny klubu Juventus F.C., Luciano Moggi. W 2011 roku sąd w uzasadnieniu wyroku Moggiego orzekł, z przesłuchania wszystkich świadków wynika, że nie istnieją dowody na to, że wynik końcowy sezonu 2004/2005 został wypaczony. W procesie Moggiego wykazywano, że Inter Mediolan, który otrzymał w 2006 roku scudetto od włoskiej federacji, również mógł być zamieszany w aferę Calciopoli, lecz nie prowadzono w tej sprawie dochodzenia ze względu na przedawnienie. Doniesienia w sprawie zaangażowania prezydenta Interu, Massimo Morattiego w ustawienie afery Calciopoli pojawiały się już wcześniej w wypowiedziach Christiana Vieriego, który sugerował, że Moratti, właściciel największej sieci komórkowej we Włoszech Telecom Italia, podsłuchiwał innych działaczy włoskich klubów piłkarskich. W 2008 roku Inter Mediolan oraz Telecom Italia przyznały się do podsłuchiwania tego piłkarza i wypłaciły mu z tego tytułu wielomilionowe odszkodowanie. Za ujawnieniem "afery" początkowo stali dziennikarze La Gazzetta dello Sport, której właścicielem w owym czasie był Carlo Buora, były wiceprezydent Interu oraz dyrektor w należącym do prezydenta Interu Massimo Morattiego Telecom Italia. Kolejnym faktem świadczącym o zaangażowaniu Interu w nagłośnienie Calciopoli i ukaranie ich bezpośrednich, najgroźniejszych ligowych konkurentów jest odwołanie w maju 2006 roku ówczesnego prezesa FIGC Franco Carraro, którego zastąpił Guido Rossi, zadeklarowany kibic Interu i były dyrektor tego klubu, prywatnie dobry znajomy Massimo Morattiego. Guido Rossi był de facto autorem całej afery, formułując zarzuty o "ekskluzywnych kontaktach" w sprawie delegowania sędziów na mecze Serie A przez ukarane kluby, a także sugerując korupcyjne tło tych rzekomych kontaktów - warto podkreślić, że nic z tych zarzutów nie znalazło nigdy potwierdzenia w faktach. Po zapadnięciu rozstrzygnięć w sprawie Calciopoli - przede wszystkich odebraniu Juventusowi dwóch mistrzostw i relegowaniem tej drużyny do Serie B, ukaraniem Milanu ujemnymi punktami i przekazaniem Interowi mistrzostwa za sezon 2005/2006 - odszedł ze stanowiska i objął posadę dyrektora w należącej do Massimo Morattiego Telecom Italia.

## Skutek afery
Wyrok Trybunału Sportowego zapadł 14 lipca 2006 i wyglądał następująco:
- Juventus F.C. utracił tytuły mistrza Włoch wywalczone w sezonach 2004/2005 i 2005/2006 oraz został zdegradowany do Serie B, w której do nowego sezonu wystartował z minus 9 punktami; w sezonie 06/07 nie zagrał w Lidze Mistrzów.
- ACF Fiorentina została zdegradowana do Serie B, w której do nowego sezonu wystartowała z minus 12 punktami; w sezonie 06/07 nie zagrała w eliminacjach do Ligi Mistrzów.
- S.S. Lazio zostało zdegradowane do Serie B, w której do nowego sezonu wystartowało z minus 7 punktami; w sezonie 06/07 nie zagrało w Pucharze UEFA.
- A.C. Milan pozostał w Serie A, jednak został ukarany odebraniem 44 punktów w sezonie 05/06, a sezon 06/07 rozpoczął z minus 15 punktami oraz nie wystąpił w Lidze Mistrzów.

## Odwołania od wyroku
25 lipca miało miejsce rozpatrzenie przez Sąd Apelacyjny Włoskiej Federacji Piłki Nożnej odwołania od wyroku, który zdecydował:
- Juventus F.C. utracił tytuły mistrza Włoch wywalczone w sezonach 2004/05 i 2005/06 oraz został zdegradowany do Serie B, w której do nowego sezonu wystartował z minus 17 punktami, a w następnym sezonie nie zagrał w Lidze Mistrzów.
- ACF Fiorentina pozostała w Serie A, ale rozpoczęła sezon z minus 19 punktami, a w następnym sezonie nie zagrała w eliminacjach do Ligi Mistrzów
- S.S. Lazio pozostało w Serie A, ale rozpoczęło sezon z minus 11 punktami, a w następnym sezonie nie zagrało w Pucharze UEFA.
- A.C. Milan pozostał w Serie A, jednak został ukarany odebraniem 30 punktów w poprzednim sezonie (2005/06), a nowy sezon rozpoczął z minus 8 punktami; w następnym sezonie wystąpił w eliminacjach do Ligi Mistrzów

## Wyrok ostateczny
Dnia 27 października 2006 r. po następnych odwołaniach od wyroku dokonano ostatecznego wyroku. Zgodnie z tym, do nowego sezonu 2006/2007 ukarane kluby przystąpiły z następującą liczbą punktów kar:
- Juventus −9 pkt. (Serie B)
- Fiorentina −15 pkt.
- Reggina −11 pkt.
- AC Milan −8 pkt.
- Lazio −3 pkt.

Na tym samym posiedzeniu klub AC Siena dostała −1 pkt. za przekroczenie przepisów finansowych. Trybunał Sportowy zredukował kary wszystkim klubom oprócz Milanu. Juventusowi z -17 do -9, Fiorentinie z -19 do -15, Regginie z -15 do -11, a Lazio z -15 do -3.

## Uniewinnienie Fiorentiny
Dnia 30 marca 2007 r. decyzją specjalnej komisji, która zajmowała się odwołaniami w aferze Calciopoli, oczyszczono Fiorentinę ze wszystkich postawionych wcześniej zarzutów.  Punkty, jakich pozbawiono Fiorentinę, nie zostały jej zwrócone, ponieważ wyrok z 27 października był prawomocny.

## Karty Moggiego
W ostatnim czasie sąd rozpatrzył ponownie sprawę tzw. telefonicznych kart Moggiego, czyli specjalnych nienamierzalnych kart, które Luciano Moggi rzekomo miał rozdać włoskim arbitrom i komunikować się z nimi telefonicznie. Po długim śledztwie okazało się, że owe karty nie istniały, co poskutkowało zmniejszeniem kary dla Luciano Moggiego.

## Powrót afery
W marcu 2010 roku zostały ujawnione kolejne informacje w związku z aferą. Zamieszani mieli być Massimo Cellino, Adriano Galliani, Giacinto Facchetti i Massimo Moratti.

### Raport  Stefano Palazziego
4 lipca 2011, po przedawnieniu się sprawy, prokurator federalny Stefano Palazzi stwierdził, że Inter Mediolan popełnił w sezonie 2004/2005 serię wykroczeń, związanych z telefonicznym kontaktem Giacinto Facchettiego – byłego prezydenta klubu z Mediolanu – z desygnującymi sędziów. Okazuje się, że gdyby wówczas śledztwo przeprowadzono bardziej rzetelnie, Inter Mediolan odpowiedziałby w podobnej mierze co Juventus. Palazzi powołał się na serię rozmów telefonicznych, przytoczonych jako dowody w sprawie toczącej się jeszcze w Neapolu. Jeśli w 2006 roku kontakty Facchettiego z Pairetto i Bergamo stałyby się przedmiotem śledztwa, stwierdzonoby popełnienie przestępstwa, jako że owe rozmowy telefoniczne toczone były w kontekście meczów Interu oraz sędziów i asystentów, którzy je prowadzili. Adwokaci Luciano Moggiego, De Sanctisa i Pairetto, zdobyli dowody obciążające Inter Mediolan.
Kilka dni po ogłoszeniu przez Stefano Palazziego raportu nt Calciopoli, były desygnujący sędziów na mecze Serie A Paolo Bergamo powiedział, że Inter Mediolan był klubem, który prowadził rozmowy telefoniczne równie często jak włodarze innych włoskich klubów.
Obok działaczy Interu Stefano Palazzi oskarżył o podobne naruszenia również działaczy klubów: A.C. ChievoVerona, Cagliari Calcio, Empoli FC, US Città di Palermo, Urbs Sportiva Reggina 1914, Vicenza Calcio, Brescia Calcio, A.C. Milan, Udinese Calcio oraz AS Livorno Calcio.

### Proces Luciana Moggiego
W listopadzie 2011 roku Luciano Moggi został skazany na pięć lat i cztery miesiące pozbawienia wolności. Mimo działań Luciano Moggiego oraz innych skazanych w procesie Calciopoli nie istnieją dowody na to, że wynik końcowy sezonu 2004/2005 został wypaczony - orzekł Trybunał w Neapolu z sędzią Teresą Casorią na czele. Wyrok w powyższej sprawie - dotyczącej również ściśle wyników sportowych z pamiętnych lat - zawarty jest na 558 stronach. Na stronach 84 i 85 tej  dokumentacji Teresa Casoria podkreśla, iż z przesłuchania wszystkich świadków wynika, iż nie istnieją dowody na to, że wypaczony został wynik końcowy sezonu sportowego 2004/2005. Kwestia zachowania Moggiego i innych to odrębna sprawa, za co zostali oni ukarani, w opinii Trybunału nie wpłynęło to na rezultaty osiągane w rzeczywistości na boisku.
W uzasadnieniu wyroku stwierdzono, że Moggi i pozostali są winni zachowań takich jak wykonywanie telefonów, zasiadanie do wspólnych kolacji oraz utrzymywanie relacji mających na celu zacieśnienie stosunków z osobami mającymi potencjalny wpływ na wynik meczów, takimi jak sędziowie i ich desygnujący. Nie jest to jednak równoznaczne z ustawianiem meczów - bo do tego zdaniem sądu nie doszło. Sąd orzekł również, że desygnowanie sędziów na mecze Serie A odbywało się w sposób zupełnie prawidłowy. Losowania arbitrów na mecze ligowe nie były fałszowane, a ściśle określona formuła losowań (odbywających się w obecności dziennikarza i notariusza) uniemożliwiała Bergamo i Pairetto ustawianie losowań.